# Ingvar Åkesson

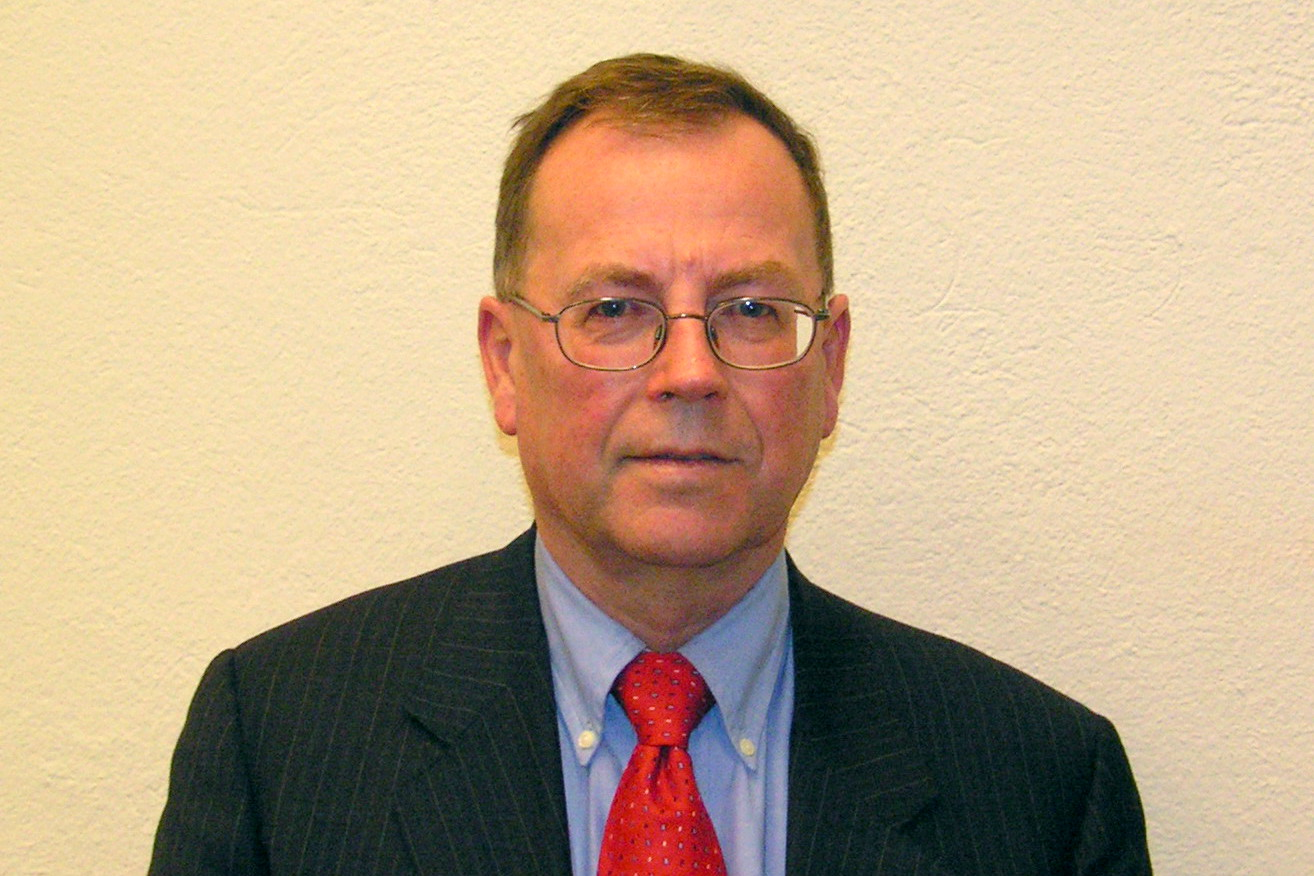
Ingvar Åkesson.

Sven Ingvar Åkesson, född 9 november 1946 i Örgryte, Göteborgs och Bohus län, är en svensk jurist och ämbetsman. Åkesson var generaldirektör för Försvarets radioanstalt (FRA) från den 1 september 2003 till den 31 augusti  2013.

## Utbildning och karriär
Ingvar Åkessonär son till Åke Åkesson (1913–2006) och Birgit Anne-Marie Åkesson (1914–2006). Efter avlagd juris kandidatexamen arbetade han som domare mellan 1971 och 1983, rättssakkunnig vid Försvarsdepartementet mellan 1983 och 1988, föredragande i Riksdagens konstitutionsutskott mellan 1988 och 1995 (bland annat under den så kallade Ebbe Carlsson-affären), sekreterare i Ubåtsskyddskommissionen samt expeditions- och rättschef vid Försvarsdepartementet mellan 1995 och 2003.

## FRA-lagen
Som expeditions- och rättschef vid försvarsdepartementet var Åkesson sakkunnig i den utredning (SOU 2003:30, slutbetänkandet med titeln Försvarets radioanstalt – en översyn), presenterad 2003, som bland annat föreslog att FRA skulle ges laglig rätt att bedriva signalspaning mot all kabelburen trafik som passerar Sveriges gränser. I september 2003 utsågs Åkesson av regeringen till ny generaldirektör för FRA. Åkesson värvade även sin kollega Michaela Dràb (som också hon deltog i den nämnda utredningen) från Försvarsdepartementet till FRA:s chefsjurist. Förslagen från utredningen ledde senare till en proposition från Regeringen som i sin tur antogs av Riksdagen i juni 2008 (se FRA-lagen). Åkesson har som generaldirektör för FRA varit aktiv i den politiska debatten kring lagen och har polemiserat hårt mot lagens kritiker, bland dem den folkpartistiska riksdagsledamoten Birgitta Ohlsson.

## Utmärkelser
- Kommendör med stjärna av Norska förtjänstorden (11 november 2011)[5]